# 9TP
9TP — неофициальное наименование проекта польского лёгкого танка 7TP «wzmocniony», придуманное польским писателем и военным историком Янушем Магнуски. Проект разрабатывался незадолго до начала Второй мировой войны. По своим характеристикам был схож с танком 7TP. Разные варианты («Cywilny» от PZInż и «Wojskowy» от BBTechBrPanc) проекта отличались как мощностью двигателя, так и габаритами и схемой бронирования соответственно. Не было построено ни одной серийной машины.

## История
Конструкторские бюро Польши разрабатывали в 1935-1939 годах разнообразные модификации танка 7TP. Инженеры стремились усилить бронирование 7TP, а также улучшить двигатель. В 1938 году было предложено установить новейший дизельный Saurer CT1D (в польских документах он значится как PZInż. 155) на замену бензиновому PZInż. 725.
В мае 1938 года PZInż. запатентовал двигатель CT1D, который планировалось на установку танков. За счёт установки мощного, но лёгкого по массе двигателя масса планируемого танка снизилась чуть более чем на 210 килограммов. По решению Технического Исследовательского Бюро Бронированных Вооружений испытания танка планировались провести осенью.

## Испытания
В июле 1939 года был готов прототип танка на основе 7TP (номер 1766) с двигателем CT1D, более широкими гусеницами и свинцовым балластом, который симулировал усиленное бронирование. Позже был сделан ещё один прототип, на котором использовалась трансмиссия от артиллерийского тягача C7P. Прототипы тестировались с 28 или 31 июля по 3 августа. Испытания показали, что скорость была гораздо ниже планируемой. Например, вместо 35 км/ч на шоссе танки показали всего 26,6 км/ч, а на пересечённой местности скорость составила всего 11 км/ч при планируемых 27 км/ч. Тем не менее, планировалось в сентябре 1939 года выпустить партию из 100 танков. Однако война нарушила эти планы.

## Выпуск
Два прототипа.